# Marconne
Marconne és un municipi francès situat al departament del Pas de Calais i a la regió dels Alts de França. L'any 2007 tenia 1.155 habitants.

## Demografia

### Població
El 2007 la població de fet de Marconne era de 1.155 persones. Hi havia 500 famílies de les quals 145 eren unipersonals (36 homes vivint sols i 109 dones vivint soles), 198 parelles sense fills, 121 parelles amb fills i 36 famílies monoparentals amb fills.
La població ha evolucionat segons el següent gràfic:
Habitants censats

### Habitatges
El 2007 hi havia 567 habitatges, 509 eren l'habitatge principal de la família, 18 eren segones residències i 40 estaven desocupats. 521 eren cases i 46 eren apartaments. Dels 509 habitatges principals, 353 estaven ocupats pels seus propietaris, 148 estaven llogats i ocupats pels llogaters i 7 estaven cedits a títol gratuït; 1 tenia una cambra, 20 en tenien dues, 70 en tenien tres, 148 en tenien quatre i 270 en tenien cinc o més. 397 habitatges disposaven pel capbaix d'una plaça de pàrquing. A 285 habitatges hi havia un automòbil i a 145 n'hi havia dos o més.

### Piràmide de població
La piràmide de població per edats i sexe el 2009 era:
| Homes | Edats   | Dones |
| ----- | ------- | ----- |
| 0     | 95 o +  | 0     |
| 0     | 90 a 94 | 0     |
| 0     | 85 a 89 | 4     |
| 4     | 80 a 84 | 8     |
| 16    | 75 a 79 | 16    |
| 36    | 70 a 74 | 28    |
| 52    | 65 a 69 | 56    |
| 40    | 60 a 64 | 56    |
| 20    | 55 a 59 | 36    |
| 56    | 50 a 54 | 40    |
| 56    | 45 a 49 | 56    |
| 52    | 40 a 44 | 16    |
| 48    | 35 a 39 | 48    |
| 24    | 30 a 34 | 36    |
| 36    | 25 a 29 | 20    |
| 20    | 20 a 24 | 32    |
| 52    | 15 a 19 | 20    |
| 40    | 10 a 14 | 32    |
| 32    | 5 a 9   | 44    |
| 36    | 0 a 4   | 24    |

## Economia
El 2007 la població en edat de treballar era de 693 persones, 439 eren actives i 254 eren inactives. De les 439 persones actives 390 estaven ocupades (209 homes i 181 dones) i 49 estaven aturades (25 homes i 24 dones). De les 254 persones inactives 94 estaven jubilades, 64 estaven estudiant i 96 estaven classificades com a «altres inactius».

### Ingressos
El 2009 a Marconne hi havia 499 unitats fiscals que integraven 1.143 persones, la mediana anual d'ingressos fiscals per persona era de 15.467 €.

### Activitats econòmiques
Dels 62 establiments que hi havia el 2007, 1 era d'una empresa extractiva, 2 d'empreses alimentàries, 1 d'una empresa de fabricació d'altres productes industrials, 9 d'empreses de construcció, 21 d'empreses de comerç i reparació d'automòbils, 4 d'empreses d'hostatgeria i restauració, 2 d'empreses financeres, 3 d'empreses de serveis, 17 d'entitats de l'administració pública i 2 d'empreses classificades com a «altres activitats de serveis».
Dels 13 establiments de servei als particulars que hi havia el 2009, 1 era un taller de reparació d'automòbils i de material agrícola, 1 paleta, 1 guixaire pintor, 3 fusteries, 2 lampisteries, 2 electricistes, 2 restaurants i 1 saló de bellesa.
Dels 13 establiments comercials que hi havia el 2009, 3 eren supermercats, 2 grans superfícies de material de bricolatge, 1 una fleca, 1 una llibreria, 1 una botiga de roba, 1 una botiga d'equipament de la llar, 2 botigues d'electrodomèstics, 1 una botiga d'electrodomèstics i 1 una joieria.
L'any 2000 a Marconne hi havia 5 explotacions agrícoles que ocupaven un total de 490 hectàrees.

## Equipaments sanitaris i escolars
El 2009 hi havia 2 hospitals de tractaments de curta durada i 1 farmàcia.
El 2009 hi havia una escola elemental.

## Poblacions properes
El següent diagrama mostra les poblacions més properes.